# Molophilus (Molophilus) debilistylus
Molophilus (Molophilus) debilistylus is een tweevleugelige uit de familie steltmuggen (Limoniidae). De soort komt voor in het Neotropisch gebied.